# Stalking
Stalking, ook wel uitgesproken als stolking, of belaging is het stelselmatig lastigvallen van een persoon, door die persoon te achtervolgen, steeds op hinderlijke wijze contact op te nemen en soms ook te bedreigen.
Het woord stalking komt van het Engelse woord to stalk, wat besluipen (meestal van wild) betekent. Zowel in het Nederlands Wetboek van Strafrecht als in het Belgisch Strafwetboek wordt het met belaging aangeduid, van het werkwoord belagen: iemands leven, zijne vrijheid enz. op arglistige wijze bedreigen.
Stalking kan strafbare feiten inhouden of tot strafbare feiten leiden, zoals vandalisme, laster, smaad, mishandeling of bedreiging. In veel, wellicht zelfs de meeste gevallen, gaat het om feiten die op zichzelf genomen niet strafbaar zijn, zoals het toesturen van cadeaus, achtervolgen, bespieden, opbellen of schrijven en e-mailen.

## De stalker
Vaak wil de stalker of een groep stalkers het slachtoffer in zijn greep houden door het slachtoffer te bespieden of voortdurend angst aan te jagen. Dit komt vooral voor na een afgebroken relatie. Meestal zijn stalkers psychisch of emotioneel labiele mensen, waarbij vaak een psychische stoornis of dwangmatig handelen in het spel is. Een stalker kan zich een liefdesrelatie inbeelden, of kan een liefdesrelatie met zijn of haar slachtoffer achter de rug hebben. In dit laatste geval is het vaak de laatste die de relatie heeft verbroken, wat de stalker niet kan verwerken. Bij zowel ingebeelde als verleden liefdesrelaties denkt de stalker bij iedere reactie van de gestalkte: "maar eigenlijk houdt hij/zij van mij". Bekende personen worden soms het slachtoffer van stalkende 'fans'.
Er worden minstens vijf verschillende typen stalking onderscheiden. De volgende typen stalkers kan men onderscheiden:
- Het eerste, meest voorkomende type stalker komt voor uit een afgewezen liefde. De stalker kan de afwijzing niet accepteren. In 80% van de gevallen betreft dit mannen.[3] De afgewezen stalker probeert met zijn gedrag een afwijzing te corrigeren. Meestal is dit een verbroken liefdesrelatie, maar ook een verbroken vriendschap of ontslag kunnen aanleiding zijn voor dit soort stalking. De afgewezen stalker probeert de relatie te herstellen.

- Het tweede type stalker had geen intieme relatie met de gestalkte persoon, maar is rancuneus en is op zoek naar wraak. Bij ontslag wordt meestal mobbing als oorzaak opgegeven voor het overgaan tot stalkingsgedrag. De wraakzuchtige stalker wil wraak nemen op zijn slachtoffer. Ook hij kan ontslagen of afgewezen zijn, maar in tegenstelling tot de afgewezen stalker wil hij de relatie niet herstellen maar zijn slachtoffer net zo lang treiteren tot zijn wraakgevoel bevredigd is.

- Het derde type, de obsessieve stalker of intimiteitszoeker is verliefd op zijn slachtoffer en meent in hem of haar de ideale partner te zien. Volgens hem of haar is het slachtoffer 'de ware', en zullen ze uiteindelijk een stel vormen, als hij maar volhoudt. Vaak gaat dit ook gepaard met een gevoel een zeker 'recht' te hebben jegens het slachtoffer, ook als het slachtoffer de stalker afwijst of zelfs al een relatie met een ander heeft. Dit kan ook gebeuren met fans van bepaalde beroemdheden. In 40% van de gevallen is de stalker een vrouw.[3]

- Verwant hieraan zijn stalkers van het vierde type, de incompetente versierders. Ook zij zoeken een intieme relatie met hun slachtoffer. Hun probleem is echter niet zozeer obsessie met het slachtoffer als zodanig, maar sociale zwakte en onvermogen om op een 'normale' manier een relatie te beginnen.

- Bij het vijfde type, de agressief-criminele stalker, vormt het stalken de inleiding en voorbereiding op een (zwaarder) misdrijf jegens het slachtoffer. In veel gevallen beseft het slachtoffer niet dat hij of zij gestalked wordt. Vaak volgt op het stalken een aanranding of verkrachting, maar ook mishandeling of een (lust)moord komt voor. Dit type komst het minst vaak voor.[3]

- Verder is er nog de psychotische stalker: deze stalkt vanuit een psychose. Hij denkt bijvoorbeeld dat zijn slachtoffer binnenkort door marsmannetjes ontvoerd gaat worden en wil hem daarvoor waarschuwen. Hoewel veel stalkers psychische stoornissen hebben, zijn de meesten niet psychotisch.

- Ten slotte is er de politieke stalker: deze streeft met zijn gedrag een doen of nalaten bij het slachtoffer na. In tegenstelling tot de andere vormen is het stalken geen emotionele daad, maar een weloverwogen actie. Bij politieke stalkers is het stalken niet per definitie te herleiden tot een psychische stoornis.

## Vormen van stalking
De manier waarop stalking uitgevoerd wordt zal variëren maar altijd gaat het om een inbreuk in de persoonlijke levenssfeer. De verschillende handelingen hoeven op zichzelf niet strafbaar te zijn, ieder op zich genomen kunnen ze hooguit als vervelend ervaren worden. Andere handelingen zijn wel strafbaar maar zijn vaak moeilijk na te trekken omdat de stalker anoniem opereert, bijvoorbeeld via internet en eventueel door manipulatie van derden. Een stalker zal vaak zo veel mogelijk anderen betrekken. De schadelijkheid bestaat vooral uit het cumulatief effect van verschillende en/of telkens herhaalde handelingen. In bepaalde gevallen kan er wel eens sprake zijn dat een persoon iemand op het oog heeft of interesse in iemand ontwikkeld, maar door extreme verlegenheid, trauma's of sociale onhandigheid het onvermogen creëert om iemand te durven te benaderen of aan te spreken en daardoor vaak vanaf een afstand blijft opereren. Van de buitenkant kan dit soms ongemakkelijk lijken, terwijl de persoon in kwestie juist probeert te voorkomen om de ander de angst aan te jagen en zelfs verstrikt raakt door bijvoorbeeld steeds na te gaan of hijzelf niet iets verkeerds heeft gedaan (Een stalker houdt hier geen rekening mee en denkt slechts aan zijn eigen voordeel). Stimulatie of communicatie en het maken van afspraken kunnen goed op zijn plaats zijn. Hiermee kunnen misverstanden voorkomen worden.
Bekende manieren van stalking zijn:
- Het slachtoffer achtervolgen, al dan niet openlijk.
- Voortdurend met het slachtoffer in gesprek proberen te komen. Dat kan zijn door deze telkens opzettelijk tegen te komen maar ook door opbellen, sms'en, mailen, schrijven of via social media.
- Het toezenden van cadeaus zoals rozen of parfum. Heel soms worden lugubere of bizarre cadeaus toegestuurd zoals een dode rat of een dood kuikentje, hondentanden, enz.
- Het plaatsen van een valse overlijdensadvertentie of contactadvertentie op naam van het slachtoffer. Of met de naam van het slachtoffer op een (erotische) contactadvertentie reageren en op het adres van het slachtoffer afspreken.
- Onterechte meldingen doen bij de overheid zoals klachten bij de gemeente of zelfs het doen van een valse aangifte.
- Het bedreigen van het slachtoffer met een rechtszaak als er niet gehoorzaamd wordt, en het inschakelen van advocaten, rechtsbijstandsbureaus en incassobureaus eventueel met behulp van gefingeerde claims.
- Valse bestellingen doen op naam van het slachtoffer, zodat die de bestellingen ongedaan moet maken.
- Wanneer het slachtoffer zich succesvol weet af te schermen, contact zoeken met diens familieleden, vrienden, bekenden of collega's om via deze derden onder valse voorwendselen opnieuw contact tot stand te brengen.
- De reputatie van het slachtoffer schaden, bijvoorbeeld door zwartmaken bij familie, bekenden of in de woonomgeving. Roddelen kan uitlopen op smaad en zelfs tot het belasteren van het slachtoffer.
- Het slachtoffer zwartmaken bij de werkgever of collega´s, of een valse ontslagbrief namens het slachtoffer sturen.
- Publieke bekendheid geven aan de persoonlijke kwestie, het conflict of de (vermeende) relatie, bijvoorbeeld door het benaderen van een krant.
- Cyberpesten (cyberstalking). Bij verbroken liefdesrelaties komt het soms voor dat een verbitterde ex-partner in goed vertrouwen tussen partners gemaakt erotisch materiaal (naaktfoto, masturbatiefilmpje etc.) als wraakporno op het internet plaatst.
- Stalkerware is een vorm van malware of spyware die als doel heeft om personen digitaal te stalken.
- Soms ontaardt stalking in ernstige misdrijven zoals mishandeling, diefstal, vandalisme, verkrachting of moord.

## Het slachtoffer
Het slachtoffer zal in het beginstadium meestal de stalker op een vriendelijke manier proberen af te wimpelen. Dit heeft echter meestal een averechts effect, omdat de stalker ten eerste aandacht krijgt, dus beloond wordt voor zijn gedrag, en ten tweede de afwijzing op zijn of haar eigen manier zal kunnen interpreteren. Als een vrouw bijvoorbeeld de attenties van een beginnende stalker afwijst met de mededeling 'Sorry, maar ik ben al getrouwd', dan zal de stalker kunnen denken dat hiermee bedoeld wordt dat ze wel open zou staan als ze nog vrij was en hij dus een kans maakt. Ook minder vriendelijke afwijzingen bereiken meestal geen of een averechts resultaat.
Voor het slachtoffer betekent stalking een sterke inbreuk op de privacy. Het verziekt diens leven soms zodanig, dat hij of zij er psychische schade door kan oplopen. De gestalkte zal een gevoel van onmacht en onveiligheid ervaren door het besef dat de stalker overal kan opduiken en dat ieder telefoontje, mailtje of appje van de stalker afkomstig kan zijn. Het slachtoffer zal soms zichzelf de schuld geven van de stalking ('als ik maar niet met Piet had gezoend, zou hij mij en mijn familie nu niet lastigvallen'). Ook de reactie van de omgeving kan hiertoe bijdragen ('waar rook is, is vuur', 'waar twee vechten hebben er twee schuld').
In latere stadia zal het slachtoffer situaties uit de weg proberen te gaan die tot contact met de stalker kunnen leiden, wat tot isolatie kan leiden. De gestalkte zal bijvoorbeeld niet meer uit willen gaan omdat de stalker wellicht ook in de disco is of 's nachts rondhangt in de buurt. Uiteindelijk zal dit gedrag een negatief effect op het welzijn en de carrière hebben wanneer de gestalkte niet meer naar het werk of naar de opleiding durft. Sommige gestalkten verhuizen en/of wisselen van baan wat het gevoel van isolatie kan versterken omdat men sociaal gezien elders weer helemaal opnieuw moet beginnen. Bovendien weten sommige stalkers hen zelfs dan weer op te sporen en gaat de stalking door.
Stalking veroorzaakt gevoelens van depressie, schaamte, angst, laag zelfvertrouwen en machteloosheid, die vaak aanhouden nadat de stalking is gestopt. Daarom is het voor slachtoffers van stalking erg verstandig om naar een psycholoog en/of psychiater te gaan om hun situatie en de veroorzaakte angsten te bespreken. Ze krijgen dan tips om hiermee om te gaan en indien nodig ook medicijnen, zodat ze de stalking zo snel mogelijk weer kunnen vergeten en hun normale leven weer kunnen oppakken.

## Bestrijding
Stalking kan op verscheidene manieren bestreden worden. Hierbij dient primair in het oog te worden gehouden dat voor stalkers in principe geldt dat een reactie, negatief of positief, geldt als aandacht en dus als beloning. Een reactie betekent immers dat de boodschap ten minste is ontvangen. Wanneer iemand bovendien beloond wordt voor gedrag zal hij of zij de neiging vertonen dit gedrag te herhalen, ook wanneer de respons enige tijd uitblijft. Pas wanneer langere tijd resultaat uitblijft, zal het gedrag, na aanvankelijk wellicht zelfs heviger te worden, afzwakken en eventueel verdwijnen. Dit kan men vergelijken met een gokker die de jackpot wint en blijft inzetten omdat hij hoopt dat dit vaker zal gebeuren. Een vriendelijke afwimpeling, een minder vriendelijk 'laat me met rust' of 'rot op', of een scheldpartij, gelden stuk voor stuk als aandacht en dus als beloning.
Het beste en eenvoudigst is derhalve de stalker de mogelijkheid ontnemen nog contact met het slachtoffer op te nemen. Sommige telefoonmaatschappijen sluiten de telefoonverbinding en/of het e-mailadres van de stalker na herhaalde klachten af, hoewel dan wel het nummer en/of het e-mailadres bekend moet zijn. Een geheim nummer kan ook uitkomst bieden, evenals het waarschuwen van de omgeving van de stalker. Ook is het voor het slachtoffer raadzaam om zijn/haar bankrekening te controleren op onbekende afschrijvingen en deze dan direct te blokkeren en het geld op een andere rekening te laten zetten. Op deze manier kan de stalker dan niet langer geld afschrijven van de rekening. In sommige gevallen is verhuizing een oplossing. Niet reageren is een veel geadviseerde strategie. Als dit niet mogelijk is of als de stalker door blijft gaan, zijn tegenmaatregelen geboden.
Voor 2000 was het zo dat wanneer een stalker geen geweld gebruikte, hij of zij niet kon worden aangepakt. Het slachtoffer ving overal bot, en kreeg zelfs, als hij zijn zelfbeheersing verloor, last met de politie die hem of haar in feite zou moeten beschermen. Zo werd de vermeende stalker Johan Last door het vermeende stalkingsslachtoffer in de rug geschoten en levensgevaarlijk verwond. Volgens de anti-stalking-beweging had dit voorkomen kunnen worden als er eerder een anti-belagingswet was geweest.
Soms wordt er bewust voor gekozen om de politie erbuiten te laten, vanwege de angst voor het risico dat de stalker wraak zal nemen. Aangifte in een te vroeg stadium kan ertoe leiden dat de politie niets kan ondernemen en de stalker zich hierdoor zelfs gesterkt voelt in zijn activiteiten. Mede daarom zijn de politie en het strafrecht paardenmiddelen, die met beleid moeten worden ingezet. Daarnaast zal men zich moeten realiseren dat bij psychisch labiele personen een (dreiging met) strafvervolging niet zal helpen, een boete of gevangenisstraf zal meestal hen er niet toe brengen hun gedrag te veranderen.
De politie kan de stalker, voordat het strafrecht wordt ingezet, benaderen en waarschuwen dat hij/zij zich schuldig maakt aan stalking en zich aldus blootstelt aan strafvervolging. In veel gevallen stopt de stalking daarna. Deze waarschuwing kan in een proces-verbaal worden vastgelegd. Als de stalker de waarschuwing negeert kan het m.b.t. de waarschuwing opgemaakte proces-verbaal bij de aangifte worden gevoegd. Niet altijd vragen slachtoffers om vervolging; ze willen slechts dat de stalking stopt. Voor een waarschuwing door de politie is geen bewijs nodig; voor een aangifte wel. Een aangifte zonder bewijs zal immers niet tot een succesvolle vervolging leiden.
Wanneer er tijdens de stalking sprake is van bijkomende strafbare feiten als mishandeling, bedreiging en vernieling of als de stalker antecedenten heeft op dat gebied, is een waarschuwing niet op zijn plaats en is het beter om direct aangifte te doen.

## Situatie in België
Het Belgisch Strafwetboek stelt in art. 442bis belaging strafbaar:
hij die een persoon heeft belaagd terwijl hij wist of had moeten weten dat hij door zijn gedrag de rust van die bewuste persoon ernstig zou verstoren.
Het is een misdrijf dat een terugkerend gedrag veronderstelt. 
Naast generieke belaging is er een bijzondere strafbepaling voor elektronische belaging of cyberstalking in artikel 145, § 3bis van de wet van 13 juni 2005 op de elektronische communicatie:
Met een geldboete van 50 EUR tot 300 EUR en met een gevangenisstraf van vijftien dagen tot twee jaar of met één van die straffen alleen worden gestraft de persoon, die een elektronische-communicatienetwerk of -dienst of andere elektronische communicatiemiddelen gebruikt om overlast te veroorzaken aan zijn correspondent of schade te berokkenen alsook de persoon die welk toestel dan ook opstelt dat bestemd is om de voorgaande inbreuk te begaan, alsook een poging om deze te begaan.
De vereiste telecommunicatiemiddelen kunnen divers zijn (telefoon, e-mail, online posts, enz.), zolang er directe interactie is tussen dader en slachtoffer. Herhaald gedrag is niet vereist: ook een eenmalige hijgtelefoon of dickpic zou in sommige omstandigheden elektronische belaging kunnen vormen. Het moreel bestanddeel van het misdrijf vergt bijzonder opzet: niet alleen wetens en willens de communicatie versturen, maar werkelijk de intentie hebben om overlast te veroorzaken. Dat laatste is natuurlijk een vaag begrip. Effectieve rustverstoring is trouwens – anders dan bij generieke belaging – niet noodzakelijk. Daarenboven is ook de poging tot elektronische belaging strafbaar.
In België is een vereniging actief, SASAM, die zowel stalking als mobbing, als al de andere vormen van pesterijen en onwelzijn opvolgt.

## Situatie in Nederland
| Nederlandse Wet           | Nederlandse Wet | Nederlandse Wet |
| ------------------------- | --------------- | --- |
| Wet(boek): strafrecht     | Artikel: 285b   | Omschrijving: 1. Hij, die wederrechtelijk stelselmatig opzettelijk inbreuk maakt op eens anders persoonlijke levenssfeer met het oogmerk die ander te dwingen iets te doen, niet te doen of te dulden dan wel vrees aan te jagen wordt, als schuldig aan belaging, gestraft met een gevangenisstraf van ten hoogste 3 jaren of een geldboete van de vierde categorie. 2. Vervolging vindt niet plaats dan op klacht van hem tegen wie het misdrijf is begaan. |
| Wet(boek): strafrecht BES | Artikel: 313a   | Omschrijving: 1. Hij die wederrechtelijk stelselmatig inbreuk maakt op eens anders persoonlijke levenssfeer met het oogmerk die ander te dwingen iets te doen, niet te doen of te dulden dan wel vrees aan te jagen, wordt als schuldig aan belaging, gestraft met een gevangenisstraf van ten hoogste vier jaren of een geldboete van de vijfde categorie. 2. Vervolging vindt niet plaats dan op klacht van hem tegen wie het misdrijf is begaan.           |